# Адамкевич Віктор Владиславович
Віктор Владиславович Адамкевич (нар. 5 лютого 1915, Катеринослав — пом. 12 листопада 1973, Київ) — український радянський живописець і графік, педагог; член Спілки художників України з 1959 року.

## Біографія
Народився 23 січня [5 лютого] 1915 року в місті Катериновлаві (тепер Дніпро, Україна). Протягом 1932—1936 років навчався у Дніпропетровському художньому училищі. У 1936—1937 та 1940—1941 роках працював у Дніпропетровську в товаристві «Художник». Брав участь у німецько-радянській війні. У 1943—1944 роках працював у бригаді художників «Агітвікно»; у 1944—1945 роках — у майстернях Художнього фонду УРСР. Протягом 1945—1951 років навчався на живописному факультеті Київського художнього інституту (викладачі: Костянтин Єлева, Карпо Трохименко та Ілля Штільман).
З 1952 року — викладач живопису, рисунка і композиції у Київській художній школі імені Тараса Шевченка. Співпрацював з журналом «Барвінок», видавництвами «Молодь», «Радянська школа», «Мистецтво» та іншими. У 1951—1953 роках — відповідальний секретар секції плаката Спілки художників України. Жив у Києві у будинку на вулиці Філатова, № 10 а, квартира № 20. Помер у Києві 12 листопада 1973 року.

## Твочість
Працював у галузі станкового живопису та плаката. Серед робіт:
живопис
- «На спочинку» (1951);
- портрет Героя Соціалістичної Праці Олександра Гіталова (1954);
- «Квіти» (1956);
- «Натюрморт з абрикосами» (1958);
- «Ланка двічі Героя Соціалістичної Праці Євгенії Долинюк» (1960);
- портрет Остапа Вишні (1961);
- «Здрастуй, сонце!» (1963);
- «Переправа через річку» (1963);
- «Тарас Григорович Шевченко в Україні» (1964).

Ілюстрував і оформив:
- книжку «Щасливий день суворовця Криничного» Івана Багмута (Київ, 1953);
- чеську народну казку «Золотоволоска» (1954);
- книжку «Шляхи-дороги…» Валентина Бєлоусова (1956).

Виконав плакати присвячені передовикам сільського господарства і промисловості.
Брав участь у всесоюзних і всеукраїнських художніх виставках з 1951 року.